# Albán Vermes
Albán Vermes (Eger, 19 giugno 1957 – 3 febbraio 2021) è stato un nuotatore ungherese.

## Carriera
Specializzato nella rana, all'apice della carriera vinse la medaglia d'argento alle Olimpiadi di Mosca 1980 sulla distanza dei 200m.

## Palmarès
- Giochi olimpici estivi

Mosca 1980: argento nei 200m rana.
- Europei

Roma 1983: argento nei 200m rana.